# 咸丰黄河大改道
咸丰黄河大改道发生于清朝咸丰五年六月丙辰（1855年8月1日），黄河在河南省開封府兰仪县铜瓦厢决口改道，此后黄河改向北行，由长垣县、东明县至张秋镇，在山东境内以济水（山东段俗称大清河）河道为入海口至今。
咸丰黄河改道是自公元前602年以来的黄河第26次大改道，也是距当代最近的形成今天黄河流向的一次大改道。从咸丰改道时起，近代河患日演日烈。此次黄河改道，给两岸尤其是山东境内的民众带来巨大的损失。黄河泛滥带来的破坏，至光绪十年（1884年），山东黄河堤防全面建成，虽此后黄河仍不断决溢，但始终保持了从山东独流入海的局面。

## 背景
自黄河夺淮至明代潘季驯四次治理黄河，黄河河道固定于明清河道三百余年。此次改道之前，以现行行政区划分，黄河大体经由河南、山东南部、安徽北部，最终在江苏北部入海。

## 处理
虽然黄河水患危及清政府的經濟利益，但当时清政府正全力对付太平天国起义和捻军起义，军务紧张，无暇治理黄河。南河总督杨以增上奏清廷，口门“暂缓堵筑”。

## 影响
此次黄河改道后，豫东、皖北、苏北的城镇摆脱黄河水患，但山东黄河洪灾更为频繁而严重。山东济水以及大运河两岸的城镇因此衰落，以齐东县城为代表。